# Pariskommunen

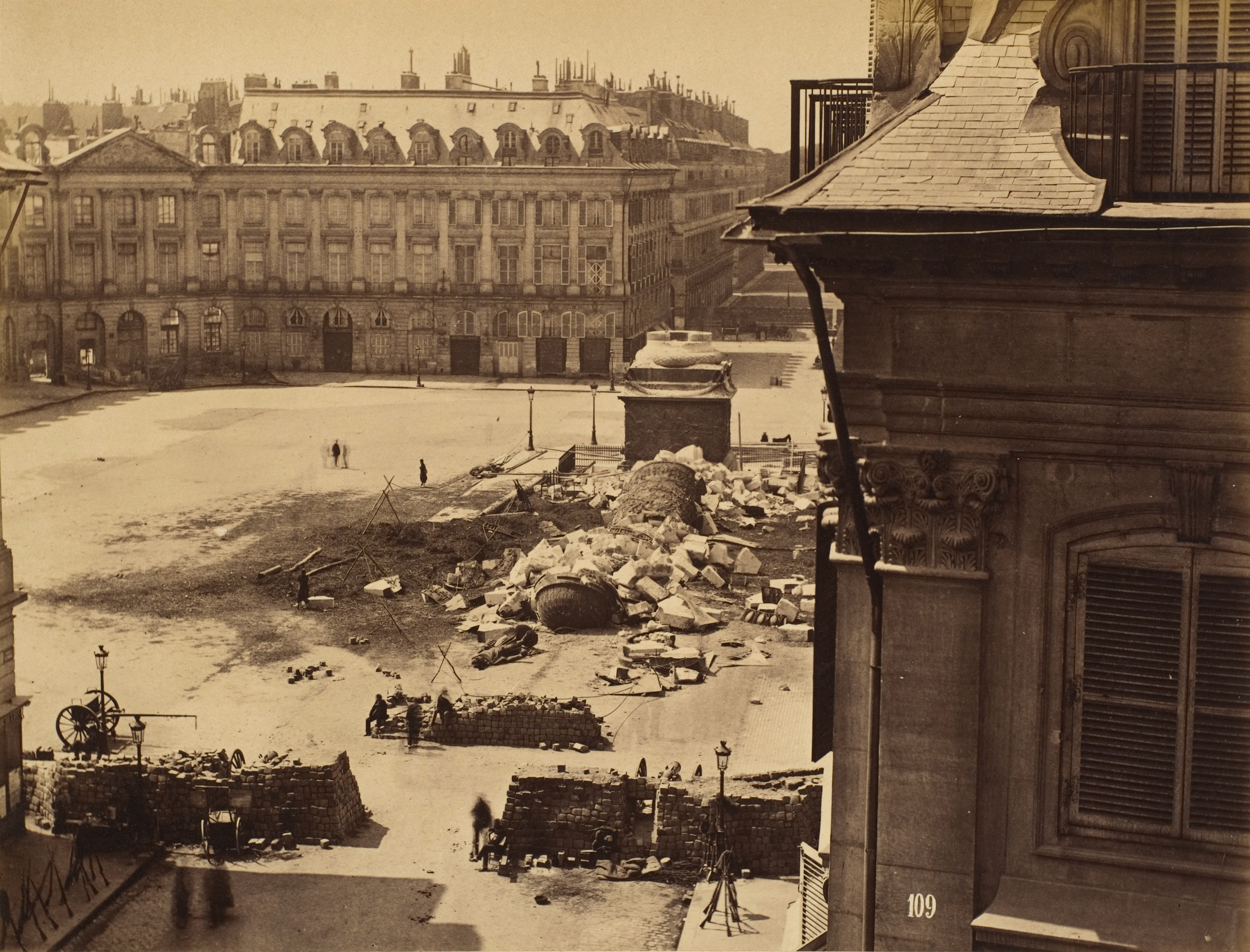
Vendômekolonnen vältes under Pariskommunen.

Pariskommunen (franska: La commune de Paris) eller endast Kommunen (La commune) avser den revolutionära stadsstyrelsen i Paris våren 1871. Den bildades som en följd av Frankrikes nederlag i fransk-tyska kriget, andra kejsardömets fall, utropandet av den tredje franska republiken, umbäranden under den tyska belägringen av Paris och politiska motsättningar mellan statsledningen och parisborna. Ledda av Första internationalen etablerades i mars en självständig politisk enhet, inspirerad av 1792 års pariskommun.
Efter hårda strider, med tusentals döda, återtog den franska centralregeringen kontrollen över Paris i slutet av maj, varefter över 10 000 dömdes till fängelsestraff och några hundratal till döden eller deportation. Flera tusen "kommunarder" gick i exil – bland annat till Storbritannien – och den militanta arbetarrörelsen försvagades för lång tid framöver (1889 dock förnyad i samband med Andra internationalen).

## Bakgrund

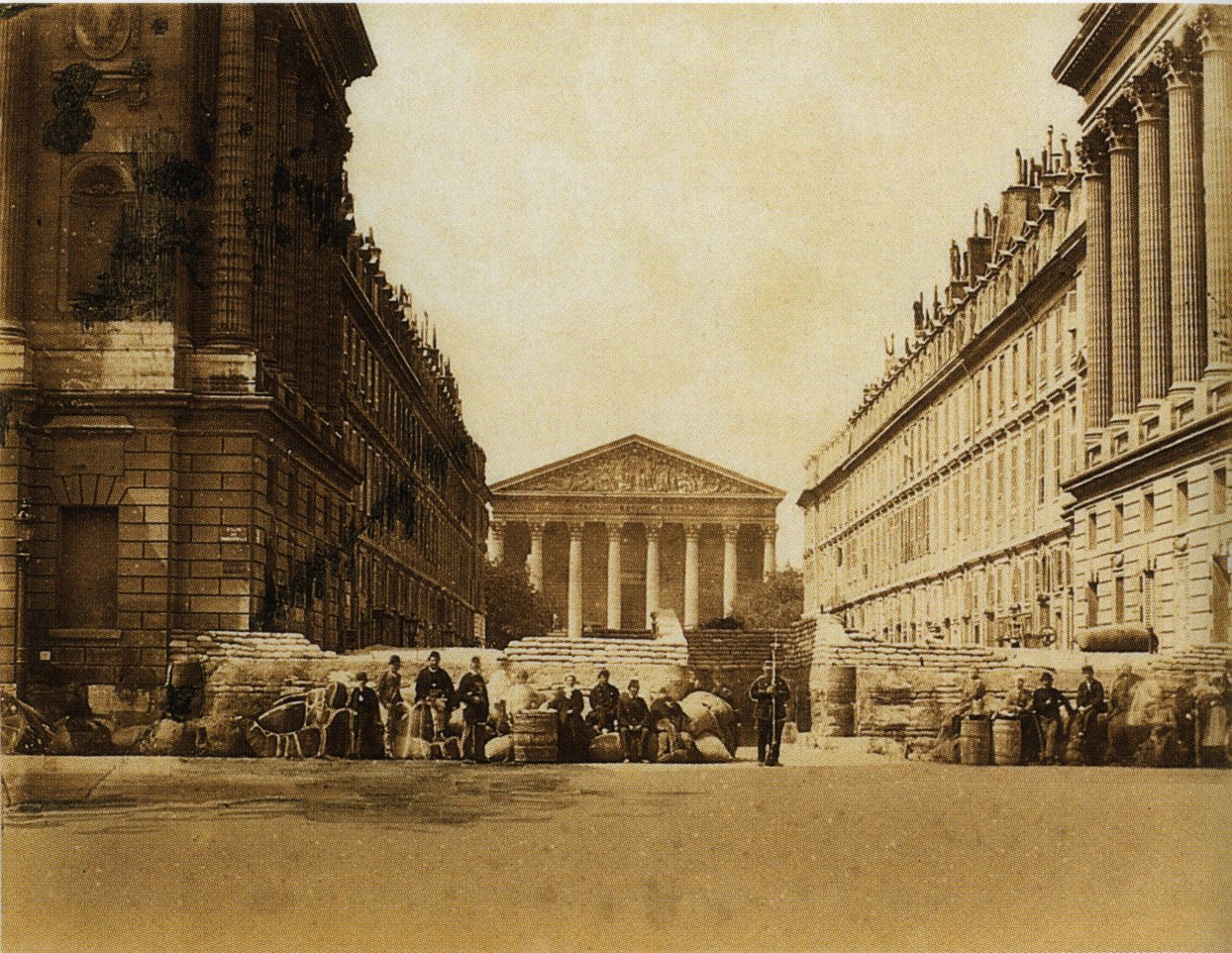
Belägringen av La Madeleine.

Fransk-tyska kriget mellan Frankrike och Preussen startades av Napoleon III i juli 1870 och slutade med nederlag och kapitulation för Frankrike, vars andra kejsardöme störtades. Republiken utropades i Paris då nederlaget blev känt. I september stod Paris under belägring. Klyftan mellan rika och fattiga i staden hade vidgats de senaste åren och nu gjorde matbristen och den ständiga beskjutningen från preussarna att det utbredda missnöjet blev allt starkare och att arbetarbefolkningen blev mer positiv till radikala idéer. Ett av kraven var att Paris skulle få självstyre och välja en egen kommunstyrelse, som de flesta andra franska städer. Men statsledningen gick inte med på självstyrelse för de svårkontrollerade parisarna. Ett diffusare krav var en mer rättvis ekonomisk politik, summerad i parollen "La Sociale!".
I januari 1871 hade belägringen pågått i fyra månader. Utrikesminister Adolphe Thiers försökte då få till stånd en vapenvila. Preussarna hade i förhandlingarna ett krav på att få ockupera Paris. Trots umbärandena under belägringen var många parisare ändå bittra motståndare till detta, även om det bara var mycket kortvarigt och symboliskt.
Redan när det andra kejsardömet störtades den 4 september 1870 efter slaget vid Sedan och republiken utropats började socialister och anarkister i Paris utveckla en livlig verksamhet, delvis en följd av den häftiga agitation, som vid denna tid drevs av den internationella revolutionära sammanslutningen Första internationalen. Möten hölls i alla stadsdelar, och sektioner av Internationalen bildades, där socialistiska läror samt motståndet mot "bourgeoisien" och "kapitalet" framfördes. Målet var att överlämna stadsstyrelsen åt en vald "kommun" efter mönstret från 1792. En sådan påstods kunna organisera ett mera energiskt försvar mot tyskarna än Nationella försvarsregeringen. Varje motgång i kriget mot Tyskland ökade missnöjet och när Metz föll gjordes det första väpnade upproret, den 31 oktober 1870, då Gustave Flourens besatte Hôtel de Ville och häktade Paris kommendant, general Louis Jules Trochu, samt andra medlemmar av den provisoriska regeringen (till exempel Jules Ferry, Jules Favre och Étienne Arago). Detta uppror slogs dock ned av nationalgardet.
Flera folkliga ledare fortsatte sin agitation, bland annat i ett stort antal politiska föreningar. Man tränade också förstädernas civilbefolkning i försvarsteknik och gjorde 22 januari 1871, medan tyska armén som häftigast angrep det inneslutna Paris, ett ytterligare misslyckat försök att ta makten inom staden. De därefter följande tilldragelserna bidrog alla till att öka missnöjet i Paris:
1. Paris kapitulation den 28 januari
2. Tyskarnas intåg i staden den 1 mars
3. Valen till nationalförsamlingen
4. Nationalförsamlingens åsidosättande av Paris radikala representanter
5. Nationalförsamlingens beslut att flytta regeringen till Versailles den 10 mars
6. Ryktena att monarkin snart skulle återupprättas

Till detta kom att regeringen underskattade kraften i upprorsstämningarna och inte insåg hur starkt fäste de fick också inom nationalgardet bland annat beroende på att regeringen delvis drog in den daglön som skulle betalats till stadens försvarare den 15 februari. Den 24 februari 1871 förband sig 114 bataljoner av nationalgardet att lyda endast den "centralkommitté" som den revolutionära rörelsens ledare bildat.

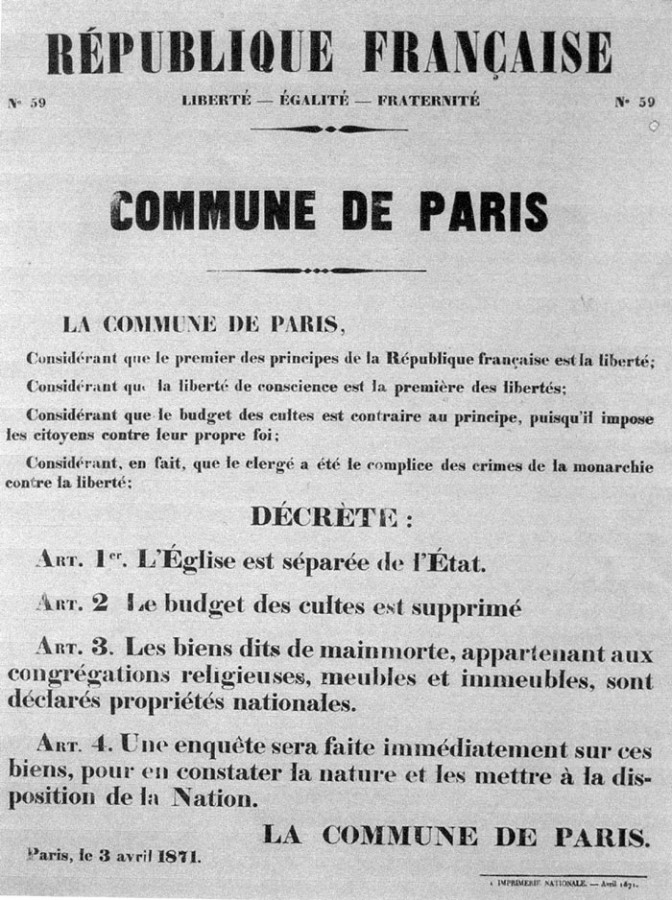
Affisch utfärdad av Pariskommunen.

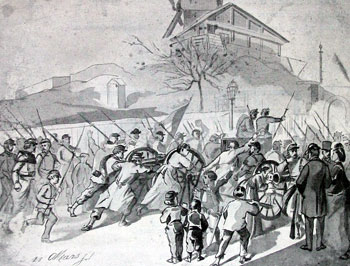
Montmartres kanoner befrias.

När de tyska trupperna den 1 mars ryckte in i delar av Paris använde sig upprorsmännen av detta för att ta kontroll över kanoner och vapen, befria fångar, dela ut ammunition och befästa sig på Montmartre. Centralkommittén och två andra kommittéer organiserade sig snabbt, och snart stod under deras befäl 100 000 man med över 200 kanoner. Överbefälhavaren i Paris, general Joseph Vinoy, kunde inte kväva rörelsen, huvudsakligen till följd av nationalgardets ovilja. Natten till 18 mars besatte regeringens trupper Montmartre och återtog kontrollen över kanonerna. De kunde föra bort endast ett 70-tal av dem på grund av brist på transportmedel. I gryningen fick Centralkommittén understöd. Linjesoldaterna gick över till dem regementesvis. Generalerna Lecomte och Clément-Thomas tillfångatogs och arkebuserades och de regeringstrogna trupperna under Vinoy drog sig tillbaka till Saint-Germain. Följande dag lämnade regeringstrupperna Paris helt och hållet. Alla fort i Paris, utom Mont-Valérien, kontrollerades nu av Centralkommittén.

## Kommunens bildande

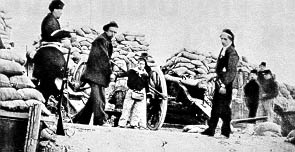
På barrikaderna.

Efter några resultatlösa förhandlingar med den lagliga regeringen (varvid bland annat Paris märer med Georges Clemenceau i spetsen uppträdde som medlare) utlyste kommittén till 26 mars val av medlemmar i La commune. Den nya stadsstyrelsen fick en mycket brokig sammansättning. Bland de 90 valda märktes socialistveteranen Louis Auguste Blanqui (som dock under hela kommunen satt fängslad i landsorten och vilken man förgäves sökte få utväxlad) och hans meningsfränder Félix Pyat, tidningsmännen Paschal Grousset, Louis Charles Delescluze, Jules Vallès, och Arthur Arnould, apotekarlärlingen E. Eudes, de blivande cheferna för kommunens polisväsen Raoul Rigault och Théophile Ferré, vidare Gustave Flourens, före detta officeren G. P. Cluseret och konstnären Gustave Courbet samt av Internationalens män, 17 till antalet, bokbindaren E. Varlin, arbetaren B. Malon, gjutaren Duval och läkaren E. Vaillant. Från centralkommittén kom 13 man, bland dem den f.d. sergeanten Bergeret, Rauvier och François Jourde, som sedan blev kommunens finansminister. Till märernas moderata parti hörde 15 av de valda (bland dem sedermera konseljpresidenten Jules Méline och sedermera senator Arthur Ranc), men de drog sig liksom sju radikaler i känslan av sin maktlöshet snarast möjligt frivilligt tillbaka.
Två dagar efter valet överlämnade centralkommittén sin makt till "kommunen". Den bildade 10 kommissioner, motsvarande ministerier. Centralkommittén, som inte upplösts, agiterade vid sidan av "kommunen" och råkade i häftig strid med denna.
Under två månader styrde Paris sig självt, och vid mitten av april började regeringens politik sätta spår i samhället. Ett allmänt moratorium placerades på hyror, ränta på skulder avskaffades, böter i fabriker eliminerades, lönen för lagstiftare fastställdes till dagslönen för vanliga arbetare, och verktyg, möbler och kläder som människor hade pantsatt under den preussiska belägringen återlämnades utan kostnad till sina ägare. En giljotin brändes framför statyn av Voltaire, och Vendômekolonnen till minne av Napoleons seger vid Austerlitz revs.

## Kommunens öde

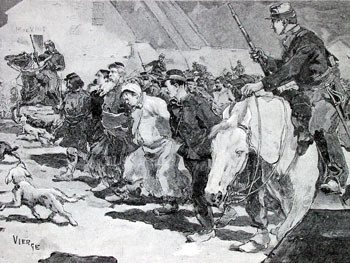
Fångar marscheras mot Marseille.

Även i landsorten sökte man framkalla uppror, men misslyckades. Ett försök att med 100 000 man tränga mot Versailles tillbakaslogs efter tre dagars kamp (2–4 april), varvid Flourens stupade och general Duval tillfångatogs och arkebuserades. Som hämnd för detta angreps då de parisare som inte ville ansluta sig till kommunen. Man tog flera framstående personer, särskilt präster, som gisslan, bland dem främst ärkebiskop Georges Darboy och hans vikarie Lagarde samt kassationsdomstolens president Louis-Bernard Bonjean. Dåvarande chefens för den verkställande makten i Frankrike, Adolphe Thiers, hus revs, och 16 maj kullvräktes – det har påståtts under ledning av Courbet – Vendômekolonnen med Napoleon I:s staty.
Under tiden rasade striden utanför Paris. Kommunens nya general, polacken Jarosław Dąbrowski (förfranskat Dombrowsky), som på denna post efterträdde den efter fortet vid Issy fallit häktade Gustave Paul Cluseret, hade i början några framgångar mot de av Patrice de Mac-Mahon anförda regeringstrupperna, men från slutet av april började forten kring Paris bombarderas från 128 batterier. Det ena efter det andra erövrades, och det blev snart klart att staden skulle falla. Den 21 maj stormades Paris av Mac-Mahons trupper, som från Saint-Cloud trängde in i staden. Nu följde de förbittrade barrikadstriderna 21–28 maj ("den blodiga veckan"), med många tusen döda.

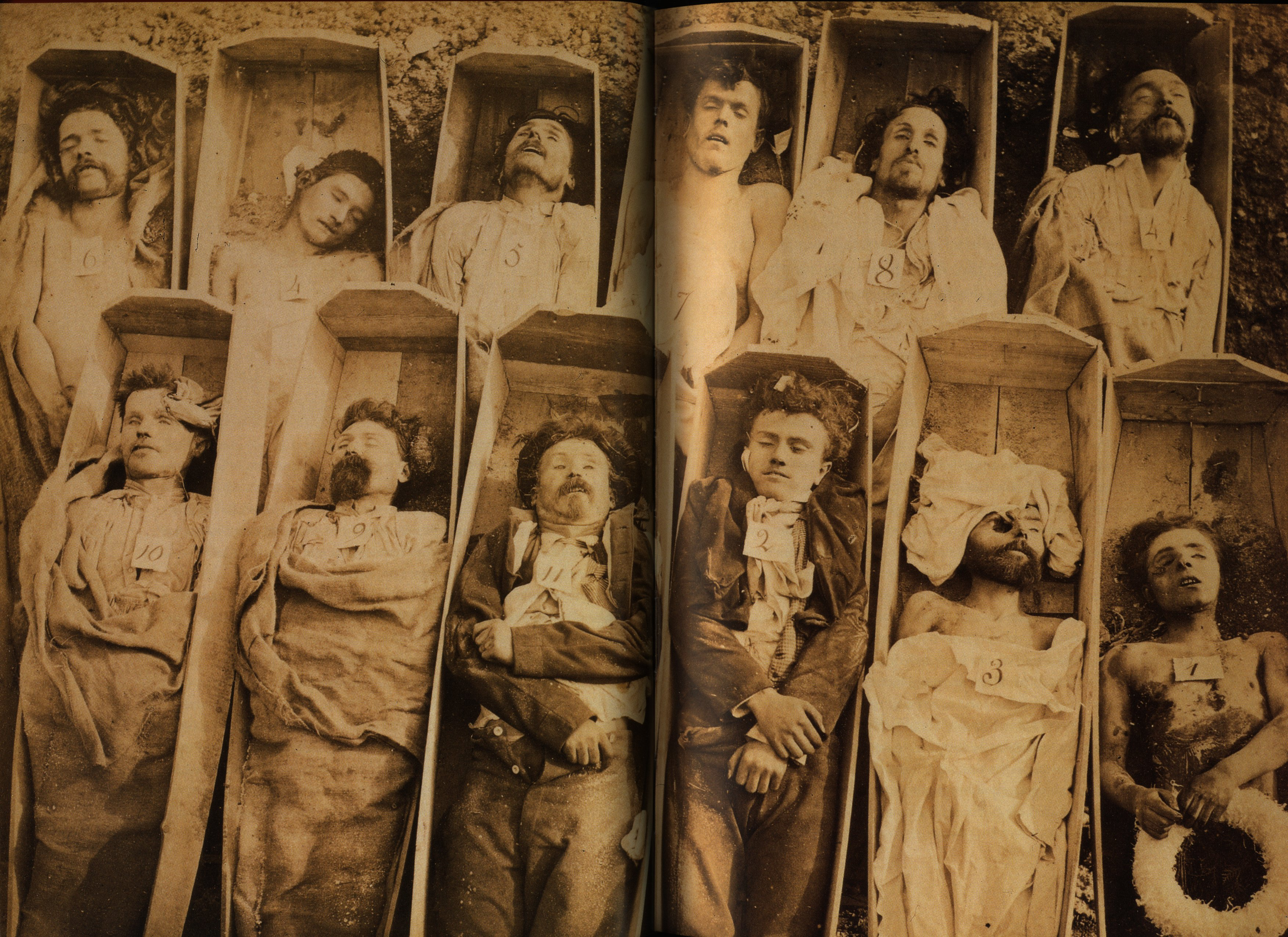
Dödade kommunarder.

Under dessa strider antände och förstörde kommunarderna eller bombardemanget från regeringstrupperna Tuilerierna och Palais-Royal samt brände ned Hôtel de Ville (dock endast delvis), kloster, kyrkor, teatrar, museer, bibliotek och en mängd andra hus. Andra byggnader antändes också, till exempel Notre-Dame och Louvren, men dessa eldar släcktes. En mängd fångar dödades, bland andra ärkebiskop Darboy och kassationsdomstolspresidenten Bonjean. Delescluze, som på sistone fungerat som krigsminister, och Dombrowsky stupade under gatustriderna. Slutligen segrade Versaillestrupperna, och 28 maj kunde Mac-Mahon utfärda sin stolta proklamation: "I dag är striden slut; ordning, arbete och trygghet skall pånyttfödas".

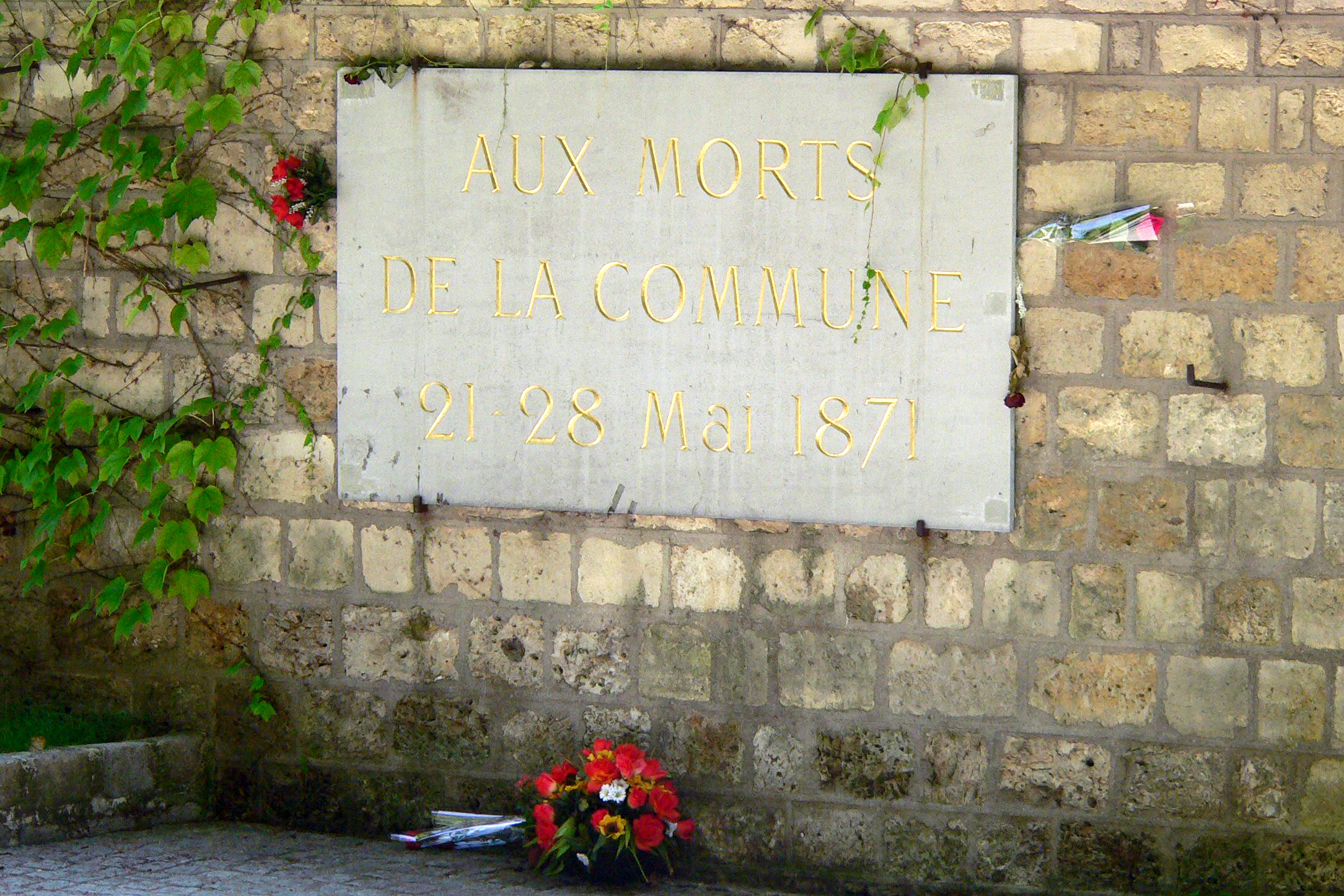
Minnesmärket på Père-Lachaise över Pariskommunens stupade vid den mur där massakern en gång ägde rum.

## Offer
Under och efter de sista striderna behandlade regeringssidan parisarna med skoningslös hårdhet. Antalet arkebuserade är osäkert, och de bedömdes tidigare ha varit mellan 17 000 och 18 000. Andra siffror har angett mellan 20 000 och 30 000 som den totala dödssiffran från 4 april till 31 maj. Nyare forskning sedan sent 1900-tal har dock klargjort att de tidigare siffrorna, som "utnämnde" pariskommunens fall till den mest dödsbringande massakern på civila i Europas historia, varit betydligt överdrivna. 1981 publicerades Robert Tombs bok la Guerre contre Paris, där den blodiga veckan bedömdes ha kostat 10 000 till 15 000 människor livet; tjugo år senare återkom han till ämnet med en uppdaterad tolkning av det historiska materialet och någonstans mellan 6 500 och 10 000 dödsoffer under denna vecka.
Kommunardernas sista strid utkämpades på kyrkogården Père-Lachaise 27 maj, där de som längst hållit ut föll mot en mur i kyrkogårdens östra hörn (le mur des fèdérés), och dit kom senare Paris socialistiska och anarkistiska föreningar att årligen vallfärda med kransar 18 mars och 28 maj. Till Versailles fördes 35 000 fångar; de ställdes senare inför krigsrätter, vilka upphörde först 1875. De dömdas antal uppgick då till 13 700. Dödsdomarnas antal var 268 (däribland många över frånvarande flyktingar). Enligt uppgift verkställdes 23 av dessa, bland dem domen över Théophile Ferré.
Tusentals deporterades, varibland anarkisten Louise Michel, som lett en kvinnlig ambulanskår, samt Henri Rochefort, François Jourde, Paschal Grousset, vilka dock alla tre (1874) lyckades rymma från Nya Kaledonien. En nästan allmän amnesti för deltagare i pariskommunen utfärdades 1880, och flera av kommunens ledande män kom senare att bli högt uppsatta i Frankrikes politiska liv, till exempel Rochefort och socialdemokraternas räknekandidat vid de senare presidentvalen, deputeraden Édouard Vaillant.